# Buck Clarke
William Lewis Clarke, född 2 oktober 1933 i Washington, D.C., död 11 oktober 1988 i Los Angeles, var en amerikansk jazz slagverkare från Washington DC. Han spelade med Freddie Hubbard, Herbie Hancock, Les McCann, Russ Freeman, Gerald Albright, Jimmy Smith och andra. Han spelade också på Montreux Jazz Festival 1968. Clarkes många musikaliska stilar inkluderar soul, funk och modern jazz med ett afrocentriskt perspektiv. Han dog den 11 oktober 1988 på grund av diabetes som kostade honom benet.